# Jamie Schmale
Pour les articles homonymes, voir Schmale.
Jamie Schmale est un présentateur de journal et homme politique canadien. Il représente la circonscription de Haliburton—Kawartha Lakes—Brock à la Chambre des communes du Canada depuis 2015 sous la bannière du Parti conservateur du Canada.

## Biographie
Jamie Schmale est réélu lors des élections de 2025